# 柳順汀
柳 順汀（ユ・スンジョン、朝鮮語: 류순정、1459年 - 1512年）は、朝鮮前期の文臣・朱子学者・性理学者。字は智翁。本貫は晋州柳氏。
士林派の政治家の一人として1506年の中宗反正に参加した。士林派出身で初めて功臣に称された政治家だった。
王が燕山君の時、弘文館などの要職を経て、吏曹判書などの職過ごしたが、1506年の中宗反正に加担して一等功臣となった。官職は議政府の領議政。嶺南学派の宗祖の佔畢斎金宗直の門下生。

## 生涯
牧使の柳壌の息子として生まれた。その後金宗直の門下で学んだ。金宗直は性理学の以外に、護身術としての弓射と武芸を弟子たちに教えたが、その中でも武芸では柳順汀が秀でていた。
1487年に科挙を経て、弘文館に登用された。 続いて訓錬院に昇進し、秘密に全羅道に浸透した倭寇を捜索、捕獲することに成功した。
王が燕山君の時、いろいろな官職をあげて吏曹判書に昇格した。